# Новодевичье (Вологодская область)
Новоде́вичье — деревня в Кирилловском районе Вологодской области.
Входит в состав Липовского сельского поселения, с точки зрения административно-территориального деления — в Липовский сельсовет.
Расстояние до районного центра Кириллова по автодороге — 25 км, до центра муниципального образования Вогнемы по прямой — 3 км. Ближайшие населённые пункты — Алексеевская, Амосово, Вогнема.
По переписи 2002 года население — 38 человек (13 мужчин, 25 женщин). Преобладающая национальность — русские (97 %).
Здесь расположено подсобное хозяйство психоневрологического интерната, расположенного по соседству в местечке Стародевичье.